# Шахтар (Красний Луч)
«Шахтар» (Красний Луч) — колишній український аматорський футбольний клуб з міста Хрустальний Луганської області.

## Історія
Архивні матеріали стверджують, що краснолуцький «Шахтар» заснований 1923 року. Зберігся список команди гірників Криндачевського району.
За період існування «Шахтар» грав переважно на аматорському рівні, лише з 1965 по 1970 рік — в класі «Б» чемпіонату СРСР з футболу.
1964 року посів 2 місце в чемпіонаті УРСР серед аматорів .
1996 року став чемпіоном Луганської області з футболу.
Наразі команда виступає в першій лізі чемпіонату Луганської області з футболу

## Досягнення
- Чемпіон Луганської області: 1996
- Віце-чемпіон УРСР: 1964